# Feyza Sevil Güngör
Feyza Sevil Güngör (Ankara, 30 marzo 1997) è un'attrice turca, nota per aver interpretato il ruolo di Oylum Yenersoy nella serie Tradimento (Aldatmak).

## Biografia
Nata nel 1997 ad Ankara (Turchia), Feyza Sevil Güngör è l'unica figlia di Demet e Giyasettin Güngör. Dopo aver conseguito il diploma, ha deciso di iscriversi presso la facoltà di psicologia dell'Università del commercio di Istanbul, dove al termine degli studi ha conseguito la laurea. Oltre al turco, parla fluentemente l'inglese e il tedesco. Successivamente ha affinato le sue capacità artistiche frequentando corsi professionali di recitazione e doppiaggio presso la Dialog Anlatım İletişim.
Dal 2019 al 2021 ha esordito come attrice nella serie televisiva Savaşçı. Nel 2021 ha ricoperto il ruolo di Nilsu in un episodio della serie Çember, quello di İlayda nella serie Misafir e quello di Hera nella serie storica Kuruluş Osman. Dal 2022 al 2024 ha ottenuto il ruolo principale di Oylum Yenersoy nella serie Tradimento (Aldatmak). Nel 2025 ha ricoperto il ruolo di Nilüfer nella serie Vicdansiz.

## Filmografia
- Savaşçı – serie TV, 33 episodi (Fox, 2019-2021)
- Çember – serie TV, 1 episodio (Kanal D, 2021)
- Misafir – serie TV (Fox, 2021)
- Kuruluş Osman – serie TV, 4 episodi (ATV, 2021)
- Tradimento (Aldatmak) – serie TV, 71 episodi (ATV, 2022-2024)
- Vicdansiz – serie TV (beIN CONNECT, 2025)

## Doppiatrici italiane
Nelle versioni in italiano dei suoi film e delle sue serie TV, Feyza Sevil Güngör è stata doppiata da:
- Ludovica Bebi[21] in Tradimento[22]